# Evje
Evje is een plaats in de Noorse gemeente Evje og Hornnes, provincie Agder. Evje telt 2127 inwoners (2007) en heeft een oppervlakte van 3,42 km². Tussen 1877 en 1960 was Evje een zelfstandige gemeente. In 1960 fuseerde de gemeente met Hornnes. Het gemeentebestuur van de fusiegemeente is gevestigd in Evje.